# ECW Pennsylvania Championship
ECW Pennsylvania Championship è stato un titolo regionale e di breve durata della federazione Eastern Championship Wrestling ed in seguito conosciuta come Extreme Championship Wrestling.

## Albo d'oro
| # | Lottatore       | Regno | Data              | Giorni | Luogo                      | Evento              | Note                    |
| - | --------------- | ----- | ----------------- | ------ | -------------------------- | ------------------- | ----------------------- |
| 1 | Tommy Cairo     | 1     | 14 maggio 1993    | 85     | Philadelphia, Pennsylvania | ECW Hardcore TV #10 | Vinse una battle royal. |
| 2 | Tony Stetson    | 1     | 7 agosto 1993     | 42     | Philadelphia, Pennsylvania | ECW Hardcore TV #22 |                         |
|   | Titolo ritirato |       | 18 settembre 1993 |        |                            |                     | Titolo abbandonato      |